# Antrodemus
Antrodemus ("tělo s komorami") je pochybný rod velkého teropodního dinosaura ze severoamerické pozdní jury, který je nejspíš ve skutečnosti zástupcem rodu Allosaurus. První fosilie tohoto dinosaura byly objeveny v roce 1869 a jsou prvními dinosauřími zkamenělinami, objevenými ve státě Colorado.

## Historie

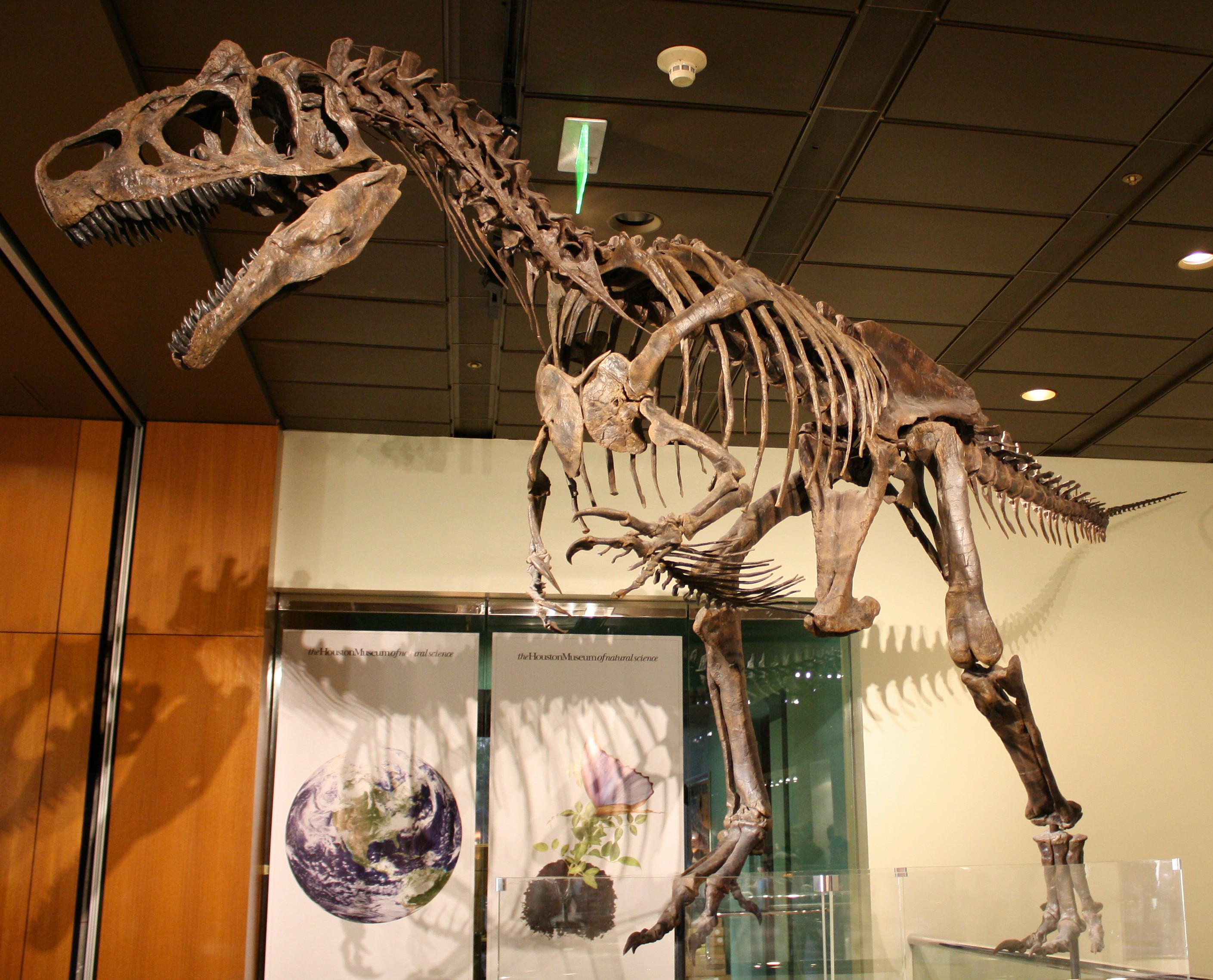
Fosilie antrodema ve skutečnosti pravděpodobně patří rodu Allosaurus.

Fosilie antrodema byly v okolí města Granby v Coloradu známé místním lidem již dlouho před prvními objevy paleontologů, vzhledem ke svému tvaru však byly považovány za zkamenělé otisky koňských kopyt. V roce 1869 získal fosilie ze souvrství Morrison geolog Ferdinand Vandiveer Haden a zaslal je do Filadelfie paleontologovi Josephu Leidymu. Ten je v roce 1870 popsal jako fosilní pozůstatky velkého teropodního dinosaura, kterému dal vzhledem k podobnosti s evropským rodem Poekilopleuron jméno Poicilopleuron (sic) valens. O tři roky později však usoudil, že materiál si zaslouží vlastní rodové jméno, a stanovil proto nový binomen Antrodemus valens.
V roce 1920 stanovil paleontolog Charles W. Gilmore, že fosilie rodu Antrodemus jsou prakticky neodlišitelné od fosilií rodu Allosaurus a protože jméno Antrodemus bylo publikováno o několik let dříve, mělo by mít prioritu. V 70. letech 20. století nicméně James Madsen publikoval přehlednou studii o všech dochovaných exemplářích alosaurů a konstatoval, že Antrodemus není založen na dostatečně kvalitním materiálu a tento taxon by neměl být nadále používán. V pozdější době byl druh A. valens pokládán za nomen dubium (pochybné vědecké jméno), což platí stále.